# حساسية الدواء
حساسية الدواء  هي الحساسية تجاه الأدوية التي غالبا ما تكون علاجية. ويجب على طاقم الرعاية الطبية البحث فورا عند الشك بوجود رد فعل تحسسي
رد الفعل التحسسي(drug allergy reaction) لن يحدث عند التعرض للمادة لأول مرة؛ لأن التعرض لها للمرة الأولى يسمح للجسم بإنشاء أجسام مضادة، وخلايا لمفية ذاكرة للمولد المضاد. لكن الأدوية غالبا تحتوي على مواد مختلفة تتضمن الصبغات التي قد تؤدي إلى رد الفعل التحسسي من المرة الأولى التي يتم فيها إعطاء الدواء. كمثال على ذلك، الشخص الذي يُظهر حساسية تجاه صبغة حمراء، سوف يعاني من الحساسية تجاه أي دواء جديد يحوي هذه الصبغة.
يختلف معنى حساسية الدواء عن عدم القدرة على تحمل الدواء (بالإنجليزية: drug intolerance)‏، فعدم التحمل يكون أخف وطأة، كما أنه رد فعل غير مرتبط بجهاز المناعة، ولا يعتمد على التعرض المسبق للدواء.
معظم الأشخاص الذين يظنون أنهم يعانون من الحساسية تجاه الأسبيرين، هم في الحيقة يعانون من عدم تحمل هذا الدواء.

## العلامات والأعراض
في بعض الأوقات يكون التعرف على حساسية الدواء هو الجزء الأصعب، حيث يتم الخلط بينها وبين رد الفعل الدوائي غير التحسسي؛ لأن كليهما يتسببان برد فعل متشابه بشكل أو بآخر. تتضمن أعراض حساسية الدواء ما يلي – ولا تقتصر على ذلك فقط
- - الحكة
- - الطفح الجلدي
- - الحمى
- - تورم الوجه
- - ضيق التنفس
- - حساسية مفرطة، وهي رد فعل دوائي مههج للحياة يتضمن معظم الأعراض أعلاه إضافة إلى انخفاض ضغط الدم

## الأسباب
قد تتسبب الأدوية العلاجية برد فعل تحسسي. وفيما يلي قائمة قصيرة بأشهر الأدوية المسببة للحساسية:
المضادات الحيوية :
- البنسلين
- عقاقير السلفا
- التيتراسايكلين

المسكنات :
- كوديين
- مضادات الالتهاب غير الستيرويدية
- مضادات النوبات (الاختلاجات) :
- فينيتوين
- كاربامزيبين

### العوامل الخطرة
تُعزى العوامل الخطرة للحساسية تجاه الدواء إلى الدواء نفسه، أو صفات المريض.
العوامل الخطرة المتعلقة بالدواء تتضمن الجرعة، طريقة التعاطي، مدة العلاج، التعرض المتكرر له، والأمراض المزمنة.
و تشتمل العوامل الخطرة المتعلقة بالأشخاص على العمر، الجنس، التـنب، تعدد الأشكال الجينية، الميل الوراثي للتفاعل مع أدوية متعددة لا علاقة لها ببعضها (متلازمة حساسية الأدوية المتعددة).
تظهر غالبا حساسية الدواء مع الجرعات الكبيرة والتعرض المستمر له.

## آلية العمل
تنسب حساسية الدواء إلى فرط التحسس(hypersensitivity). وتنتج علامات وأعراض عند تناول الجرعة الطبيعية المحتملة من قبل الأشخاص الطبيعيين، ويعد رد الفعل التحسسي هو الوسيط لحساسية الدواء.
هناك آليتان تتسببان بحدوث حساسية الدواء: الغلوبين المناعي هـ أو الغلوبين المناعي هـ غير الوسيط.
في رد الفعل الحادث بواسطة الوسيط الغلوبين المناعي هـ ترتبط الأدويم المسببة للحساسية بالجسم المضاد للجلوبين المناعي هـ التي بدورها تكون مرتبطة بالخلايا الصارية وخلايا الدم البيضاء القاعدية وهذا يتسبب بتقاطع الغلوبين المناعي هـ، فتتحفز الخلية مفرزة الوسائط الجديدة المنتجة .